# Livro de Isaías

Fotografia do Grande Manuscrito de Isaías, o mais preservado dos Manuscritos do Mar Morto. Contém todo o Livro de Isaías, em hebraico, com exceção de pequenas partes danificadas. Aproximadamente século II a.C.

O Livro de Isaías (em hebraico:  ספר ישעיהו) é um livro profético, o primeiro dos Profetas Maiores no Antigo Testamento Cristão e o primeiro dos Últimos Profetas no cânone Hebraico. Sua importância é refletida também no Novo Testamento, considerando-se que há mais de 400 referências diretas ao livro, feitas pelos evangelistas e apóstolos.
O forte caráter e ênfase messiânicos percebidos em toda a extensão do documento, muito provavelmente colaboraram para conceder ao livro tamanha proporção referencial entre os autores do Novo Testamento. Por causa disto também, Isaías recebeu o epíteto de "o quinto evangelista".
Em seus dias, Isaías viveu e narrou a tensão política e militar que o território de Israel experimentava, com eventos decorrentes principalmente de um panorama marcado por intensas e contínuas atividades bélicas e expansionistas que estavam sendo realizadas pela monarquia egípcia, ao sul, e pelos caldeus, ao leste.
O início do ministério profético de Isaías situa-se em 754 a.C., coincidindo com 2 datas históricas precisas: a morte do rei Uzias de Judá e a fundação de Roma.

## Composição

### Contexto histórico
Isaías, filho de Amoz (não Amós, o profeta vaqueiro), nasceu por volta de 765 a.C. e viveu na corte dos reis de Judá. Há indicações de que talvez fosse primo de Uzias. Escriba e relator dos anais históricos da casa davídica, tinha preeminência e liberdade suficiente para transitar próximo ao poder político e tomar conhecimento, em primeira mão, das políticas e estratégias do Estado monarca judeu.
Letrado, culto e politicamente privilegiado, pode ter feito parte da casta sacerdotal de Jerusalém.
Em 740 a.C., ano da morte do Rei Uzias (ou Azarias ou Ozias), ele teria recebido sua vocação profética, e exerceu seu ministério por quarenta anos, numa época de crescente ameaça que a Assíria fazia pesar sobre os reinos de Israel e Judá, durante os reinados de Jotão, Acaz e Ezequias, e provavelmente também, durante seus últimos oito anos de vida, sob a opressão do reinado de Manassés, que mandou serrar Isaías ao meio (Hebreus 11:37) quando o profeta tinha 92 anos de idade, segundo um livro apócrifo do século I DC, Vida dos Profetas, escrito por um anônimo judeu da Palestina.

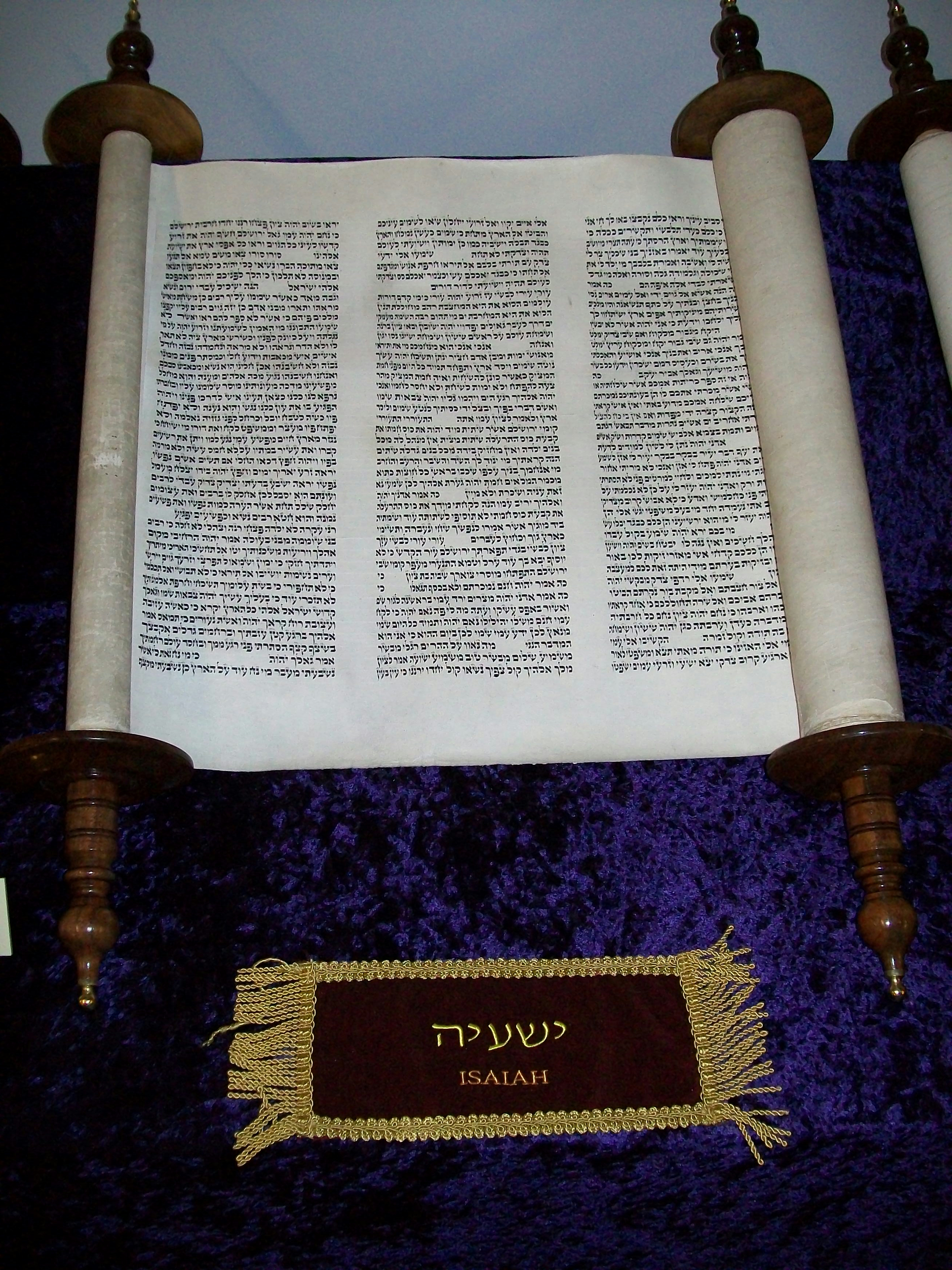
Rolo manuscrito de Isaías

### Autoria
Embora a teologia tradicional judaico-cristã defenda a existência de um único autor, a maior parte dos estudiosos consideram o livro como obra de mais de um autor, merecendo destaque o início do capítulo 40, onde se verifica a descontinuidade entre o Primeiro e o Segundo Isaías, pois ocorre uma mudança abrupta do século VIII AC para o período do Exílio na Babilônia (século VI AC), não se fala mais uma única vez de Isaías e a Assíria é substituída pela Babilônia, cujo nome é mencionado com frequência, assim como o nome de Ciro II, rei dos medos e persas. Havendo estudos que indicam que dos 66 capítulos do livro, menos de 20 foram escritos pelo profeta do século VIII AC que viveu durante os governos dos reis Joatão (739–734 a.C.), Acaz (734 ou 733 - 716 a.C.) e Ezequias (716 ou 715 - 699 ou 698 a.C.), estando tais capítulos concentrados na primeira parte do livro, que engloba os caps. 1 a 39, também conhecida como Proto-Isaías ou Primeiro Isaías. No entanto, alguns estudiosos tem proposto que os capítulos 36 a 39 constituem uma transição entre as duas seções.
Portanto, para alguns críticos o Livro de Isaías é uma coletânea de profecias proféticas de épocas bem diferentes, cuja redação final deve ter acontecido por volta de 400 a.C., ou mesmo mais posteriormente. Segundo os mesmos, trezentos anos depois da morte de Isaías ainda se atualizavam suas palavras, pois mesmo as profecias da época dele foram relidos na perspectiva pós-exílica. A afirmação crítica baseia-se na pressuposição naturalista de que seria impossível prever com mais de 300 anos de antecedência o nome do rei (Ciro) que destruiria Babilônia, conforme declarado no livro de Isaías.
Porém, para outros estudiosos, verifica-se que, antes dos séculos XX e XI nunca se questionou sobre a, segundo sua crença, singularidade da autoria do livro de Isaías. Por exemplo, nos rolos de Isaías, conforme encontrados próximo ao Mar Morto, datados do Terceiro Século AC, a parte que se refere à divisão de autores afirmada por críticos (que seria do capítulo 40 em diante) não apresenta quaisquer alterações ou indicações na coluna de que o autor diferisse. É digno de nota que, nesses escritos, a última linha do que hoje chamamos de capítulo 39 do livro de Isaías é sucedida, na mesma linha, pelo que hoje chamamos de capítulo 40. Foi somente na Idade Média que os rolos tornaram-se livros e posteriormente, foram divididos em capítulos e versículos. Portanto, segundo a evidência dos pergaminhos e rolos encontrados próximos ao Mar Morto, e para os copistas (os rolos possuem uma diferença de apenas 400 anos dos escritos originais), não havia pluralidade de escritores dos livros. Para os que defendem a unicidade da escrita do livro de Isaías, os copistas, se soubessem que havia mais de um escritor, assim declarariam e fariam uma clara divisão das partes do livro, assim como ocorre no que temos hoje compilado dos livros de Salmos e Provérbios, além de outros.
Outro fator ainda que, para os defensores de que Isaías é o único escritor do livro que hoje leva o seu nome é de que, segundo a tradição judaica, em hipótese alguma os copistas poderiam substituir palavras ou trocar seu significado. O cuidado ao fazer as cópias era muito grande, havendo revisores para o trabalho. Os copistas acreditavam que, se alterassem os escritos, poderiam sofrer maldições divinas. Porém, é de unânime concordância que os erros gramaticais são de fato encontrados, porém, não de sentido.
Hoje, não há suficientes provas para afirmar de modo veemente os dois lados da história, sendo que, ambos os lados, baseiam-se em teorias (de ambos os lados, fundamentadas na história e na ciência). Isso é ocasionado por, até o momento, os escritos originais não terem sido encontrados. Somente com os escritos originais, datados dos tempos que o livro de Isaías abrange poder-se-ia dar um ponto final na discussão. Isso é pouco provável de acontecer, em vista do passar do tempo e da deterioração. Portanto, os escritos mais confiáveis e antigos que contemos hoje são os encontrados próximo ao Mar Morto.
O horizonte de leitura do livro completo de Isaías é o da época persa e da comunidade judaica pós-exílica.

## Plano da obra

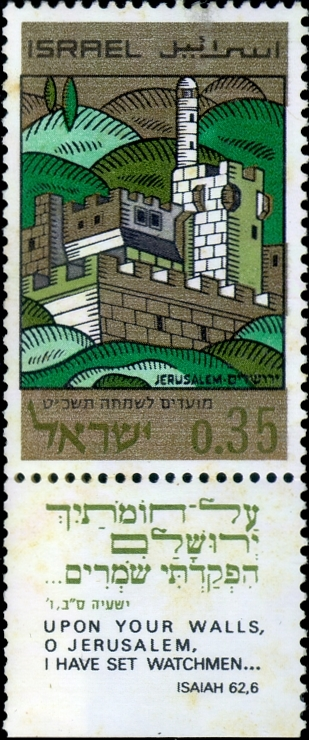
Selo israelense de 1968 citando o versículo 6 do Capítulo 62 de Isaías ("Coloquei sentinelas sobre seus muros, ó Jerusalém") escrito em hebraico e inglês

O livro que traz o nome de Isaías pode ser dividido em três grandes partes:

### Primeiro Isaías

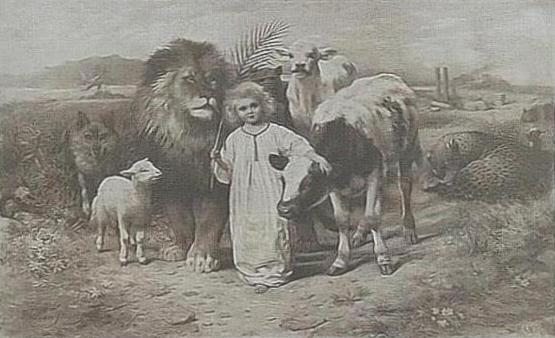
Paz, gravura a água-forte de 1896 de William Strutt, baseado em Isaías 11:6, 7

Os capítulos 1 a 39 contêm a mensagem do profeta chamado Isaías, cuja preocupação central é a santidade de Deus, ou seja, só Deus é absoluto. Em meio a grandes mudanças políticas internacionais, Isaías condena a aliança com as grandes potências, mostrando que a nação só será salva se permanecer fiel a Deus e ao seu projeto, no qual a justiça é o valor supremo. Assim, uma espiritualidade baseada na santidade de Deus conduz o profeta a uma fé política, que combate os ídolos presentes na sociedade. Ele fala também do Emanuel (7,14), no qual o Novo Testamento viu Jesus Cristo, que veio ao mundo para salvar o seu povo, mais especificamente, pode-se subdividir esta parte em quatro etapas cronológicas:
- os capítulos 1 a 5 têm como foco a corrupção moral que a prosperidade tinha provocado em Judá e refletem o período até a subida de Acaz ao trono em 736 a.C.;
- no período seguinte o rei de Damasco: Rason e o rei do Reino de Israel Setentrional: Faceia chama o jovem Acaz a se aliar com eles contra o rei da Assíria: Tiglate-Pileser III, Acaz se alia à Assíria e é atacado;
- Judá sob a tutela da Assíria, destruição do Reino de Israel Setentrional em 721 a.C., Ezequias sucede Acaz em 716 a.C., aliança com o Egito contra a Assíria;
- revolta contra a Assíria, Senaqueribe arrasa a Palestina em 701 a.C., Jerusalém resiste.

Mesmo essa primeira parte não pode ser atribuída inteiramente ao Isaías histórico: os oráculos contra as nações estrangeiras (caps. 13 e 23), incorporam trechos posteriores, em particular os caps. 13 e 14 que são do tempo do Exílio na Babilônia, também são de composição posterior o Apocalipse de Isaías (caps 24 a 27), que não é anterior ao séc. V AC, e os caps 33 a 39.
Outra possível subdivisão destes primeiros 39 capítulos seria na forma do seguinte sumário:
- cap. 1 - Introdução ao conjunto do livro;
- caps. 2 a 12 - Profecias sobre Israel e Judá;
- caps. 13 a 23 - Profecias sobre as nações estrangeiras;
- caps. 24 a 27 - Apocalipse de Isaías;
- caps. 28 a 33 - Profecias de promessas e ameaças sobre  Israel e Judá; (semelhante aos caps. 02 a 12);
- caps. 34 a 35 - Outros fragmentos apocalípticos,que provavelmente foram escritos pelo Segundo Isaías, no tempo do Exílio na Babilônia;[5]
- caps. 36 a 39 - Relatos sobre a atividade de Isaías no momento da campanha de Senaqueribe contra Jerusalém.

#### Contra a falsa religião
Na época de Isaías, as pessoas frequentavam o Templo, mas para o profeta isso não basta, pois encher o Templo com iniquidade e solenidade é um erro enorme (1:10-20), isso porque as pessoas que levam ofertas para Jeová são as mesmas que não se importam em fazer o direito (mishpât) funcionar, que não fazem justiça ao desprotegido órfão e à abandonada viúva. Isaías, em um dos textos proféticos mais violentos contra um culto que funciona só para mascarar as injustiças que se cometem no dia-a-dia, pede aos príncipes de Sodoma e ao povo de - na verdade, de Jerusalém - para ouvirem a palavra do Senhor:
10 Escutem a palavra do Senhor, chefes de Sodoma; preste atenção ao ensinamento do nosso Deus, ó povo de Gomorra:
11 Que me interessa a quantidade dos seus sacrifícios? - diz o Senhor. Estou farto dos holocaustos de carneiros e da gordura de novilhos. Não gosto do sangue de bois, carneiros e cabritos.
12 Quando vocês vêm à minha presença e pisam meus átrios, quem exige algo da mão de vocês?
13 Parem de trazer ofertas inúteis. O incenso é coisa nojenta para mim; luas novas, sábados, assembleias… não suporto injustiça junto com solenidade. (1:10-13).
16 Lavem-se, purifiquem-se, tirem da minha vista as maldades que vocês praticam. Parem de fazer o mal,
17 aprendam a fazer o bem: busquem o direito, socorram o oprimido, façam justiça ao órfão, defendam a causa da viúva. (1:16-17)

#### Crítica à injustiça social
O profeta denuncia o comportamento dos ricos e latifundiários, dos que vivem em grandes festas custeadas pelo trabalho dos pobres, dos que exploram o povo negando-lhe a justiça e dos que se fazem grandes e importantes vivendo em grandes banquetes (5:8-24).
Ai daqueles que juntam casa com casa e emendam campo a campo, até que não sobre mais espaço e sejam os únicos a habitarem no meio do país. (5:8)
Nesse aspecto destaca-se sua semelhança com o profeta Amós, até porque eles são quase contemporâneos: Amós é de 760 a.C. e Isaías inicia sua atividade em 740 a.C. A problemática social era a mesma para ambos, embora Amós fosse um camponês e Isaías um homem culto ligado à corte, ambos atacam os grupos dominantes da sociedade: autoridades, magistrados, latifundiários, políticos.
Isaías é duro e irônico com as damas da classe alta de Jerusalém (3:16-24), assim como Amós o fora com as madames de Samaria em Am 4:1-3, além disso Isaías defende, com paixão, órfãos, viúvas, oprimidos, o povo explorado e desgovernado pelos governantes, denuncia igualmente a máscara da religião que encobre a injustiça (1:10-20), do mesmo modo que Amós em (2:6-16), (4:4-5) e 5:21-27.

#### Época de Acaz
Nessa época ocorreu uma grande crise política e militar em Judá, provocada pela crescente ameaça do Império Assírio e pelos muitos erros do governo de Judá. Era o tempo da política expansionista do rei Tiglate-Pileser III, iniciada em 745 a.C., que implicava numa grave ameaça para os pequenos reinos da região. Israel Setentrional, Damasco e outros da região tornaram-se tributários da Assíria. Golpes de Estado em Israel, alianças contra ou a favor da Assíria faziam parte da política internacional da época.
Facéia, um rei golpista, de Israel, fez uma aliança com o Damasco e ambos decidiram invadir Judá, derrubar Acaz e colocar um estrangeiro em seu lugar, para usar o reino do sul numa coalizão militar contra a Assíria, trata-se da Guerra Siro-efraimita, iniciada em 734 a.C. Acaz pede o auxílio da Assíria e Tiglate-Pileser III tomou Damasco e 3/4 de Israel, restando apenas a Samaria que, posteriormente (em 722 a.C.), foi tomada pelas tropas assírias de Salmanasar V e de Sargão II.
Como preço pelo auxílio da Assíria, Judá perdeu sua independência, Acaz viu-se obrigado a reconhecer os deuses assírios como seus libertadores e a prestar-lhes culto, apresentar-se a Tiglate-Pileser III para prestar-lhe obediência e pagar pesados tributos, o que resultou num aumento os impostos pagos pelo povo, aumentando as injustiças que antes já eram denunciadas por Isaías. Nesse contexto, a religião oficial procurava encobrir os problemas com grandes festas.

#### Esperança em Ezequias
Alguns teólogos denominam a parte do Livro de Isaías compreendida entre o início do cap. 7 até o sexto vers. do cap. 12 (7:1-12:6) como Livro do Emanuel (7:14), estima-se que essa parte da obra foi escrita e, portanto, deve ser interpretada no contexto da Guerra Siro-efraimita e da consequente dependência da Assíria. São seis capítulos organizados pelo redator do livro de Isaías em torno de três temas:
- os sinais, como o do menino que vai nascer (7:14-15);
- o binômio invasão/libertação, que aparece em vários textos;
- o significado de nomes próprios.

O início do cap. 7 (7:1-17), revela a esperança do profeta em Ezequias. É um texto que deve ser lido considerando-se a existência de dois blocos distintos:

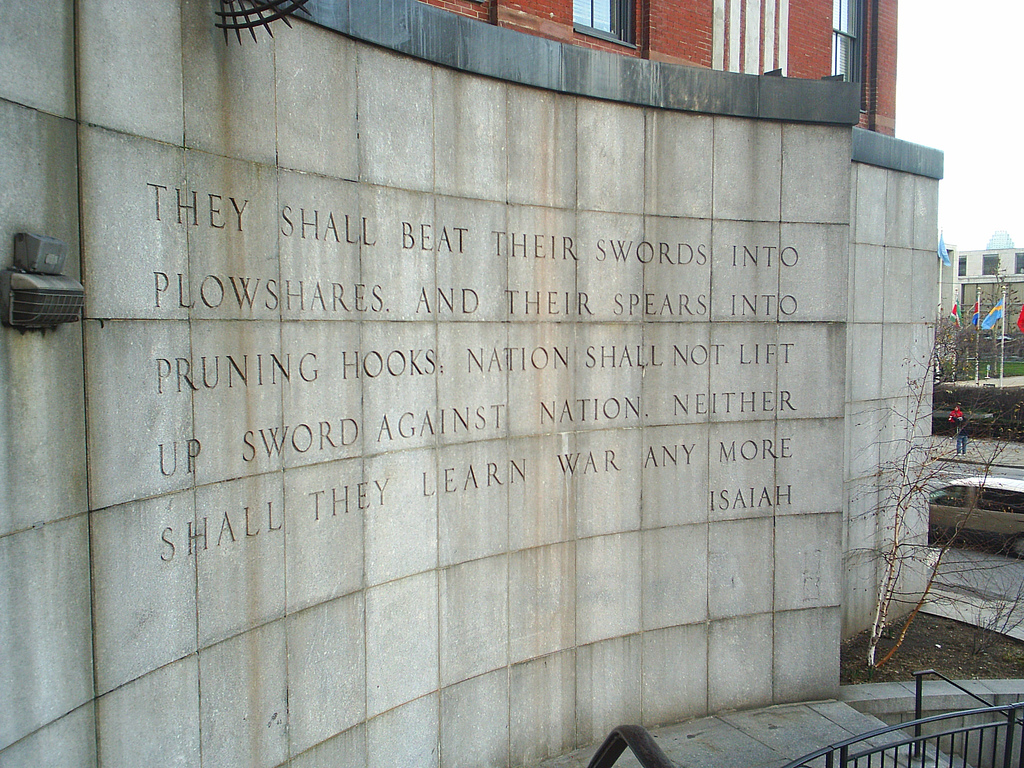
Isaiah Wall (Muro de Isaías) no Parque Ralph Bunche, Nova Iorque, em frente à Sede da ONU. O texto é de Isaías 2:4, em inglês.

O primeiro bloco (7:1-9), relata o encontro de Isaías com Acaz, às vésperas da Guerra Siro-efraimita, em 734 ou 733 a.C.  Quando os reis de Damasco e de Samaria planejam invadir Judá para depor Acaz e no seu lugar colocar um rei não-davídico - o filho de Tabeel - que envolveria o país na coalizão contra o Império Assírio, Isaías vai ao encontro de Acaz, que está cuidando das defesas de Jerusalém.
O segundo bloco (7:10-17) relata novo encontro de Isaías com Acaz, desta vez, talvez, no palácio, no qual o profeta oferece ao rei um sinal de que tudo se arranjará diante da ameaça siro-efraimita. Com a recusa do rei em pedir um sinal a Jeová, Isaías muda de tom e relata a Acaz que Jeová, por própria iniciativa, dar-lhe-á um sinal, que consiste no seguinte: a jovem mulher dará à luz um filho, seu nome será Emanuel (Deus-conosco) e ele comerá coalhada e mel até que chegue ao uso da razão.
É razoável concluir que a jovem mulher seja jovem rainha, mãe de Ezequias, considerando-se que Isaías falou a Acaz nos primeiros meses de 733 a.C., e Ezequias teria nascido no inverno de 733−732 a.C.
Isaías volta a falar de Ezequias no início do cap. 9 (8:23b-9:6), pois este início de capítulo deve compreendido em conjunto com o final do cap. 8, no qual menciona as três regiões de Israel conquistadas entre 734 e 732 a.C. por Tiglate-Pileser III, que são: Zabulão (caminho do mar), Neftali (o além-Jordão) e a Galileia (o território das nações). Isaías fala destas regiões para despertar a esperança: Jeová, que humilhou estas terras, as cobrirá de glória. E o povo, que vivia nas trevas e na tristeza, viverá na luz e na alegria. Uma alegria enorme, que é causada pelo fim da opressão (o jugo, a canga e o bastão do opressor foram quebrados), pelo fim da guerra (a bota e o uniforme militar foram queimados) e, principalmente, pelo nascimento de um menino em Judá.
Este menino é um personagem da casa real, de acordo com os quatro títulos que lhe são atribuídos em 9:5, títulos que parecem ser características sobre-humanas e messiânicas, mas que podem caber bem aos reis, segundo a mentalidade da época: a sabedoria do rei na administração (Conselheiro), sua capacidade militar (Deus-forte), zelo pela prosperidade do povo (Pai), preocupação com a felicidade do povo (Príncipe-da-paz), além disso 9:6 esclarece que este menino é da "casa de David" e caracteriza suas ações: governará com direito e justiça, e, por isso, deve tratar-se de Ezequias.
Isaías volta a referir-se a Ezequias no início do cap. 11 (11:1-9), pois o ponto de referência do profeta continua sendo um rei da época, descendente de David, que salvaria o país da catástrofe. O texto fala de um personagem régio (11:1), de suas qualidades (11:2), de sua atuação (11:3b-5), da instauração de uma nova realidade (11:6-8) para concluir que então haverá em Israel conhecimento de Javé.
Este personagem esperado, fiel a Jeová, vai instaurar um reino de justiça e paz, onde o pobre e o oprimido serão protegidos contra a prepotência dos poderosos. Justiça e paz que são simbolizadas, no poema, pela convivência harmoniosa de animais selvagens e domésticos. A identificação deste personagem da família davídica é problemática. Alguns acreditam que o poema trata da utopia profética de Isaías por ocasião da coroação de Ezequias como rei em 716 ou 715 a.C. Outros defendem que se Ezequias fora o objeto da esperança de Isaías de tirar o país da crise, como aparece em 7:1-17 e 8:23b-9:6, agora, decepcionado com sua política pró-egípcia que acaba provocando a invasão do assírio Senaqueribe, pensa em alguém que no futuro possa resgatar Israel.
Ezequias tomou posse como rei em 716 a.C. ou 715 a.C., após a morte de seu pai Acaz, e aproveitou a pouca vigilância assíria para fazer uma reforma em Judá. Foi uma reforma religiosa, social e econômica, na qual defendeu os artesãos dos exploradores, com a criação de associações profissionais, retirou do Templo de Jerusalém os símbolos idolátricos e construiu um novo bairro em Jerusalém, para abrigar os refugiados de Israel. Entretanto, em 701 a.C. Senaqueribe destruiu 46 cidades fortificadas de Judá e sitiou Jerusalém.

### Segundo Isaías
Os capítulos 40 a 55 foram escritos, segundo alguns estudiosos, por um profeta anônimo, comumente chamado Segundo Isaías ou Dêutero Isaías, que iniciou a pregação após 550 a.C., no final da época do Exílio na Babilônia, quando ocorriam as primeiras vitórias de Ciro II, apresentando uma mensagem de esperança e consolação. O fim do exílio, de sete semanas de anos (587 AC - 538 AC), é visto como um novo êxodo e, como no primeiro, Jeová será o condutor e a garantia dessa nova libertação. O povo de Deus convertido, mas oprimido, é denominado Servo de Jeová, ou o próprio Segundo Isaías segundo outra interpretação. O Novo Testamento, a partir de uma interpretação do judaísmo messiânico, atribui esse título a Jesus, o justo que sofreu e morreu para nos libertar. A comunidade, depois de convertida e libertada, se tornará missionária, luz para que as nações se voltem para o verdadeiro Deus.
O Segundo Isaías, pode ser subdividido em duas partes:
- Caps. 40-48 - Queda da Babilônia, libertação por Ciro II;
- Caps. 49-55 - Restauração de Sião, insistência no universalismo da salvação.
- Servo de Deus - o Segundo Isaías emprega a palavra servo dezenove vezes no sentido de Servo de Deus, em catorze casos, este servo recebe como nome próprio: Israel ou Jacó, como forma de referir-se ao povo de Israel em seu conjunto. Veja a discussão em Cânticos do servo sofredor.[12]

### Terceiro Isaías
Os capítulos 56 a 66 são atribuídos por alguns estudiosos ao Terceiro Isaías ou Trito-Isaías. Apresentam uma coleção de profecias que procuram estimular a comunidade que veio do Exílio na Babilônia e se reuniu em Jerusalém com os que estavam dispersos. Condena os abusos que começam de novo a aparecer e mostra qual é o verdadeiro jejum (58,1-12) necessário para que haja novos céus e nova terra.
O Terceiro Isaías não é um autor único, esta parte é uma coletânea diversificada: o Salmo de 63:7-64:11 parece anterior ao fim do Exílio na Babilônia, enquanto que a profecia de 66:1-4 é contemporâneo da reconstrução do Templo, aproximadamente em 520 a.C., os caps. 60 a 62 aparentam-se com o Segundo Isaías, os caps 56-59 devem datar do séc. V AC, os caps. 65 e 66, com exceção de 66:1-4, poderiam datar da época grega ou da época imediatamente posterior ao Exílio.